# Un lâche (film, 1915)
Pour plus de détails, voir Fiche technique et Distribution.
Un lâche (The Coward) est un film muet américain réalisé par Thomas H. Ince et Reginald Barker, sorti en 1915.

## Synopsis
Pendant la guerre de Sécession Frank Winslow est contraint de s'engager par son père, un colonel sudiste. Il s'enfuit au cours d'une bataille. Mais quand il se retrouve en présence de renseignements, mettant en cause l'ennemi, il est face à sa conscience…

## Fiche technique
- Titre : Un lâche
- Titre original : The Coward
- Réalisation : Thomas H. Ince, Reginald Barker
- Scénario : Thomas H. Ince, d'après son histoire
- Photographie : Joseph H. August, Robert Newhard
- Pays de production :  États-Unis
- Langue : Anglais
- Format : Noir et blanc — 35 mm — 1,37:1 — Muet
- Durée : 77 minutes
- Dates de sortie : 
  - États-Unis : 14 novembre 1915

## Distribution
- Frank Keenan : Colonel Jefferson Beverly Winslow
- Charles Ray : Frank Winslow
- Gertrude Claire : Mrs Elizabeth Winslow
- Patricia Palmer : Amy
- Nick Cogley : un serviteur noir
- Charles K. French : un commandant confédéré
- Minnie Devereaux : Mammy
- John Gilbert
- Bob Kortman : Un officier
- Leo Willis